# Pozsonyi Magyar Gimnázium
Teljes nevén Magyar Tannyelvű Alapiskola és Gimnázium.
Az intézményben működik Pozsony egyetlen magyar tanítási nyelvű középiskolája. A gimnázium négy évfolyamában jelenleg két-két párhuzamos osztály működik, az alapiskola kilenc évfolyamában a tanulók létszámától függően alakítanak ki párhuzamos osztályokat. Az alapiskola mellett napközi is működik.

## Történelme
Az első bécsi döntést követően csak a pozsonyi állami magyar gimnázium és a pozsonyi állami magyar tanítóképző maradt a magyar középiskolai hálózatból. A diákság száma a pozsonyi gimnáziumban 1938-ban 19 osztályban 721 tanulóról 9 osztály 338 tanulójára apadt. Ez a szám a későbbiekben kb. 50 diákkal növekedett. A koedukáció megszüntetésével a pozsonyi állami leánygimnáziumban létrehoztak egy magyar osztályt, ahol 1942-43-as iskolaévben 3 osztályban 107 magyar diáklány tanult. A pozsonyi magyar tanítóképző nem szűnt meg azonnal, de 1938-ban 223 diákról 80 főre apadt. A tanítóképzőben azonban nem nyitottak új osztályokat, így az 1941-ben megszűnt, levéltára a magyar gimnáziumhoz került. Az 1943-as iskolaév végén országosan 7 férfi- és 11 tanárnő működött magyar nyelvű középiskolai osztályokban.

## Neves tanárai
- Arany Adalbert László (1909-1967) szlovákiai magyar nyelvész, tanár, néprajzkutató, múzeumigazgató, a szlovák nyelvjáráskutatás egyik megalapítója.
- Janda Iván (1923-2007) iskolaigazgató tanár, karnagy.
- Kovács Endre (1911-1985) történész.
- Kulcsár Tibor (1938-1993) tanár, költő, műfordító.
- Orbán Gábor (1883-1958) nyelvész.
- Peéry Rezső (Limbacher; 1910–1977) író, publicista.
- Popély Gyula történész.
- Szalatnai Rezső (1904–1977) tanár, irodalomtörténész, író, kritikus, műfordító.
- Szepessy Sándor (1884–1938 után) tanár, újságíró, lapszerkesztő, író.
- Szütsy Lóránt (1914–1991) vadászíró, tanár.

## Neves diákjai
- Babos László (1924–1971 után) újságíró, költő, műfordító.
- Ébert Tibor (1926-2015) szlovákiai magyar író, költő, kritikus, esztéta, zeneművész.
- Fazekas Imre (1919-2002) színész.
- Fogarassy László (1920–1994) pozsonyi magyar történész, jogász, könyvtáros.
- Lipcsey Gyula (1920–2005) pedagógus.
- Mayer Judit (1923-2015) szerkesztő, műfordító.
- Niederhauser Emil (1923-2010) magyar történész, művelődéstörténész, egyetemi tanár, a MTA rendes tagja.
- Sándor János (1929–2012) néprajzi gyűjtő, helytörténész.
- Szütsy Lóránt (1914–1991) vadászíró, tanár.

- Balla Kálmán (1954) költő.
- Bödör Csaba (1982) molekuláris biológus.
- Csanda Gábor (1963) irodalomkritikus, szerkesztő.
- Dráfi Mátyás színész[3]
- Galán Angéla
- Haraszti Mária (1959) író, költő, műfordító, előadóművész, könyv- és lemezkiadó.
- Hodossy Gyula (1960) író, költő, szerkesztő.
- Holocsy István (1950–1996) magyar színész, színházigazgató, rendező, műsorvezető.
- Kardos István (1934-1999) szociológus, szakíró.
- Lelkes Júlia (1944) szlovákiai magyar színésznő, dramaturg, rendező.
- Mészáros Alajos (1952) egyetemi tanár, szlovákiai magyar politikus.
- Motesiczky Gábor (1964) költő.
- Motesíky Árpád (1941-2021) szlovákiai magyar vadászíró, újságíró.
- Orbánné Bertha Mária (1952) szerkesztő, műfordító.
- Popély Árpád (1970) történész.
- Sándor Eleonóra (1959) néprajzkutató, újságíró, politikus.
- Szalay Zoltán (1985) újságíró.
- Vajda Barnabás (1970) tanár, irodalomtörténész, jelenkor-történész.
- Vasik János (1973-2023) hírszerkesztő, riporter, megyei képviselő.

## Megnevezései
- 1950 Magyar Tannyelvű Nemzeti Iskola, Bratislava, Kalinčiakova ul. /Národná škola s vyučovacím jazykom mad’arským v Bratislave, Kalinčiakova ul.
- 1951 Magyar Tannyelvű Nemzeti iskola, Podjavorinská utca/Národná škola s vyučovacím jazykom mad’arskym, Podjavorinská
- Magyar Tannyelvű Vegyes Középiskola, Podjavorinská utca/Stredná škola smiešaná v Bratislave s vyučovacou rečou mad’arskou v Bratislave, Podjavorinská ul.
- Magyar Tannyelvű Nem Teljes Középiskola, Bratislava, Podjavorinská utca Neúplná stredná škola s vyučovacím jazykom mad’arským v Bratislave, Podjavorinská ul.
- 1953 Nyolcéves Magyar Tannyelvű Középiskola, Bratislava, Zochová 3/a/Osemročná stredná škola s vyučovacím jazykom mad’arským, Bratislava, Zochová č. 3/a
- 1957 Tizenegyéves Magyar Tannyelvű Középiskola, Bratislava, Zochová 3/a/Jedenásťročná stredná škola s vyučovacím jazykom mad’arským, Bratislava, Zochová 3/a
- 1959 Általános Műveltséget Nyújtó Középiskola, Bratislava, Duna utca 33 (később 13)/Stredná všeobecnovzdelávacia škola s vyučovacím jazykom mad’arským, Bratislava, Dunajská 33
- 1960 Magyar Tannyelvű Kilencéves Alapiskola, Bratislava, Duna utca 33/Základná deväťročná škola s vyčovacím jazykom mad’arským, Bratislava, Dunajská 33
- 1969 Magyar Tannyelvű Alapiskola és Gimnázium, Bratislava, Duna utca 13/Základná škola a gymnázium s vyučovacím jazykom mad’arksým, Bratislava, Dunajská 13.
- 2000 Magyar Tannyelvű Alapiskola és Gimnázium, Bratislava, Duna utca 13/Základná škola a Gymnázium s vyučovacím jazykom mad’arksým, Bratislava, Dunajská 13.